# Coracina
Coracina is een geslacht van zangvogels uit de familie rupsvogels (Campephagidae). Rupsvogels heten in het Engels cuckoo-shrikes (koekoekklauwieren) omdat ze zowel op koekoeken als op klauwieren lijken. Qua genetische verwantschap staan ze het dichtst bij de klauwieren want beide families behoren tot de superfamilie Corvoidea. 

## Kenmerken
Het zijn meestal grijs, wit en zwart gekleurde vogels, soms ook met bandering. De lengte (inclusief staart) varieert tussen de 12,5 en 38 cm.

## Leefwijze
De vogels komen voor in kleine groepen of paren, maar vaak ook alleen. Ze houden zich meestal op in het gebladerde van bomen. De grondrupsvogel is hierop een uitzondering; deze vogel foerageert voornamelijk op de grond.

## Verspreiding en leefgebied
Rupsvogels komen voor in het Oriëntaals gebied en in Oceanië.

## Nestbouw
Rupsvogels maken onopvallende, kleine, komvormige nesten van spinrag. Aan de buitenkant versierd met korstmos. Deze nesten liggen hoog in een boom op een levende, horizontaal lopende tak.

## Soorten
Dit geslacht telt 28 soorten:
- Coracina atriceps  –  Molukse rupsvogel
- Coracina bicolor  –  Bonte rupsvogel
- Coracina boyeri  –  Witteugelrupsvogel
- Coracina caeruleogrisea  –  Dikbekrupsvogel
- Coracina caledonica  –  Zuid-Melanesische rupsvogel
- Coracina dobsoni  –  Andamanenrupsvogel
- Coracina fortis  –  Bururupsvogel
- Coracina guillemardi – Sulurupsvogel
- Coracina ingens  –  Manusrupsvogel
- Coracina javensis  –  Oosterse rupsvogel
- Coracina kochii – Mindanaorupsvogel
- Coracina larutensis – Maleise rupsvogel
- Coracina larvata  –  Zwartmaskerrupsvogel
- Coracina leucopygia  –  Witstuitrupsvogel
- Coracina lineata  –  Geeloogrupsvogel
- Coracina longicauda  –  langstaartrupsvogel
- Coracina macei  –  Indiase rupsvogel
- Coracina maxima  –  Grondrupsvogel
- Coracina mindorensis – Mindororupsvogel
- Coracina novaehollandiae  –  Australische rupsvogel
- Coracina panayensis – Panayrupsvogel
- Coracina papuensis  –  Papoearupsvogel
- Coracina parvula – Halmaherarupsvogel
- Coracina personata  –  Wallacearupsvogel
- Coracina schistacea  –  Pelengrupsvogel
- Coracina striata  –  Gebandeerde rupsvogel
- Coracina temminckii  –  Donkerblauwe rupsvogel
- Coracina welchmani  –  Noord-Melanesische rupsvogel